# Keith Brueckner
Keith Allen Brueckner (19 mars 1924 - 19 septembre 2014) est un physicien théoricien américain qui apporte d'importantes contributions dans plusieurs domaines de la physique, notamment la théorie à plusieurs corps en physique de la matière condensée et la fusion laser.

## Biographie
Brueckner est né à Minneapolis le 19 mars 1924. Il obtient un BA et une MA en mathématiques de l'Université du Minnesota en 1945 et 1947 et un doctorat en physique de l'Université de Californie à Berkeley en 1950. 
Après avoir terminé son doctorat, il rejoint la faculté de physique de l'Université de l'Indiana (1951-1955) puis de l'Université de Pennsylvanie (1956-1959). En 1959, Brueckner est recruté par Roger Revelle pour venir à l'Université de Californie à San Diego, où il devient l'un des fondateurs du Département de physique. Brueckner joue un rôle déterminant dans le recrutement de nombreux membres du corps professoral sur le nouveau campus, ainsi que dans la mise en place du programme de l'École des sciences et de l'ingénierie. Au cours de sa carrière à l'UC San Diego, Brueckner est directeur de l'Institut de physique des rayonnements et d'aérodynamique et, plus tard, directeur de l'Institut des sciences physiques pures et appliquées .
Lui et Murray Gell-Mann collaborent pour montrer que l'approximation de phase aléatoire (RPA) peut être dérivée en additionnant une série de diagrammes de Feynman. La pertinence et l'exactitude de la RPA sont fortement débattues à l'époque. C'est un résultat séminal, car il est souvent considéré comme la première réalisation majeure de la théorie quantique moderne à plusieurs particules et est une source d'inspiration pour l'ensemble du domaine.
Il reçoit le Prix Dannie-Heineman de physique mathématique en 1963. Il est décédé le 19 septembre 2014 à l'âge de 90 ans.